# Schellbourne
Schellbourne é uma comunidade não incorporada no condado de White Pine, no estado de Nevada nos Estados Unidos. Próximo de Schellbourne fica Fort Schellbourne.

## História
Schellbourne foi uma estação da Pony Express e mais tarde tornou-se uma cidade mineira, com cerca de 400 habitantes. Na atualidade é uma cidade fantasma bem preservada num rancho privado.
Schellbourne tornou-se um campo mineiro em 1871. No outono de 1872, Schellbourne tinha uma população de 100 habitantes. Foi erguida uma cidade que incluía cinco saloons, uma estação da Wells Fargo, duas ferrarias, três armazéns, dois restaurantes, duas pensões e dois escritórios de advocacia. Schellbourne atingiu o pico no verão de 1872. Perto de 400 habitantes viviam em Schellbourne e nas planícies à volta da cidade. O futuro da cidade era brilhante em Schellbourne até ricas descobertas serem feitas em Cherry Creek. Isto sufocou o boom de Schellbourne e muito habitantes da localidade partiram..
Em 1881, Schellbourne ainda tinha  85 habitantes que tinham esperança da reabertura das minas. Infelizmente para a cidade, nos inícios da década de 1880 terminaram todas as atividades mineiras de alguma relevância, obrigando ao abandono de muitas atividades comerciais da cidade. Scheelbourne ganhou a partir de então um estatuto de cidade fantasma, mas não abandonada. Se bem que nunca tivesse sido abandonada, muitos dos edifícios antigos encontram-se no interior de um rancho de propriedade privada..